# Camillo Ritter
Camillo Ritter (* 3. Dezember 1875 in Koblenz; † 21. September 1940 in Garelochhead (Argyll and Bute)) war ein schottischer klassischer Violinist und Musikpädagoge österreichischer Familienherkunft.

## Leben und Werk
Ritters Mutter Emma Bondy hatte Mitte der 1850er-Jahre am Wiener Konservatorium Klavier studiert. Der Vater Franz Ritter war ein Künstler. 1862 heirateten beide. Die Familie zog nach Koblenz. Als der Vater im Januar 1879 starb, siedelte Emma Maria Ritter mit ihren beiden Kindern Ida und Camillo nach Glasgow um. 1892 wurde Emma Maria Ritter an der Glasgow Athenaeum School of Music, dem heutigen Musikkonservatorium von Glasgow, zur Professorin für Klavier ernannt. Sie war damit die erste Musikprofessorin, ja die erste Professorin in einer universitären Einrichtung in Großbritannien überhaupt. Zusammen mit ihren Kindern erhielt sie im gleichen Jahr die britische Staatsbürgerschaft.
Camillo Ritter hatte dann bei Joseph Joachim in Berlin Violine studiert.  Ritter lehrte an der University of Edinburgh das Fach Geige. Er galt in seiner Zeit als der führende Geigenlehrer Schottlands.
Schüler von Camillo Ritter waren unter anderem der junge William Primrose und Isobel Dunlop.
Ritter hatte sich nach seiner Pensionierung nach Garelochhead (Dunbartonshire) zurückgezogen.